# Mark Krejn
Mark Grigor'evič Krejn (in russo Марк Григорьевич Крейн?; in ucraino Марко Григорович Крейн?, Marko Grigorovyč Krejn; Kiev, 3 aprile 1907 – Odessa, 17 ottobre 1989) è stato un matematico sovietico, considerato uno dei maggiori esponenti della scuola sovietica di analisi funzionale.
È conosciuto per il suo lavoro nella teoria degli operatori (in stretta correlazione con problemi provenienti dalla fisica matematica), sul problema del momento, in analisi e in teoria delle rappresentazioni.
Krejn nasce a Kiev nel 1907 e a 17 anni si trasferisce a Odessa. Ha una difficile carriera accademica, non riuscendo a completare la sua prima laurea, ed avendo continuamente problemi a causa delle discriminazioni antisemitiche.
Nel 1982 riceve il Premio Wolf per la matematica (insieme ad Hassler Whitney), ma non gli è permesso di partecipare alla cerimonia di premiazione.
Muore a Odessa nel 1989.